# Lijst van cultureel erfgoed in Šebastovce
Dit is een (onvolledige) lijst van cultureel erfgoed in de Slowaakse stad Košice, in het stadsdeel Šebastovce (okres Košice IV).
Deze lijst is gebaseerd op de opsomming die gepubliceerd werd op de website van het Bureau voor monumenten van de Slowaakse Republiek (PÚSR).
- Šebastovce
- Košice (stad in Slowakije)

## Cultureel erfgoed
| Afbeelding                   | Adres & coördinaten                       | Object                                                       | Lokale benaming             |
| ---------------------------- | ----------------------------------------- | ------------------------------------------------------------ | --------------------------- |
| Geen afbeelding beschikbaar. | Šebastovce. Geen coördinaten beschikbaar. | Grafsteen. ID 805-443/0.                                     | Náhrobník.                  |
|                              | Repíková ulica 38. Šebastovce. Locatie.   | Rooms-katholieke Sint-Johannes de Doper-kerk. ID 805-4123/0. | Kostol. Sv. Jána Krstiteľa. |